# Marpissa anusuae
Marpissa anusuae is een spinnensoort uit de familie springspinnen (Salticidae).
De wetenschappelijke naam van de soort werd in 1981 gepubliceerd door Benoy Krishna Tikader & Bijan Kumar Biswas.